# Напеје
Напеје (грч. ναπαῖαι, што значи шумовита долина) су у грчкој митологији биле нимфе.

## Митологија
Напеје су биле Дријаде, нимфе из долина, односно клисура, које су према Статију, молиле Најаду Исмену (према њеним речима, краљицу нимфи) да служе њеном смртном сину Кренају. Најпре су представљале женске анималне духове долина, које су персонализоване у грчко-римском периоду када су им велики богови дали старатељство над плодношћу зелених долина. Настањивале су, осим долина и клисура, и пећине и замишљане су као стидљиве, али веселе и обично у пратњи богиње Артемиде. Обично су дозиване у малим храмовима и имале локални значај.